# .dk
.dk er Danmarks internetdomænenavn. Registreringer under .dk-topdomænet varetages af Punktum dk. Ansøgning om domænenavn under .dk-domænet skal ske via en godkendt registrator/forhandler. Domænenavne indeholdende bogstaverne æ, ø, å, ö, ä, ü, é og ß er tilladt.

## Historie
Domænet .dk blev etableret den 14. juli 1987 ved ARPA Network Information Center, Stanford Research Institute (SRI-NIC). Den danske forening Danish UNIX-systems User Group (DKUUG) ved Center for Anvendt Datalogi ved Københavns Universitet (IBT) påtog sig administrationen af .dk-domænet på DKnet, på det tidspunkt det uformelle navn for det UUCP-netværk, der blev benyttet af en del firmaer og institutioner i Danmark. Navnet DKnet har været i brug siden i hvert fald 1985.
I 1988 blev DKnet koblet op på DENet (i dag Forskningsnettet), der var et forskningsnetværk finansieret og oprettet af regeringen i 1987 og drevet af UNI-C. Herved fik DKnet direkte adgang til ARPA-nettet.[kilde mangler]
I november 1987 indgik DKUUG en aftale ("navneaftalen") med administratorerne af de tre andre daværende danske netværk om administrationen af .dk-domænet, som DKUUG havde opnået registreringen af hos NIC Arpa. DKUUG stod bag DKnet, og de øvrige tre net var det eksperimentelle X.400-net (EAN Nettet fra University of British Columbia), EARN og DECnet. Parterne vedtog ved navneaftalen, at dele .dk-domænet og at fordele kommunikation mellem nettene, hvorved det for den enkelte bruger ville være uden betydning, hvilket net brugeren var på. Herudover blev brugen af pseudodomæner (eksempelvis .uucp) udfaset, ligesom subdomæner, som eksempelvis det fra Storbritannien kendte .co.uk, blev udelukket.
I begyndelsen af 1992 benyttede alle danske universiteter DENet (et akronym for "Danish Educational Network") gennem UNI-C, hvorfor Datalogisk Institut ved Københavns Universitet (DIKU) ikke længere havde behov for DKnet. DKUUG flyttede derfor DKnet fra DIKU og senere foreningen selv til Symbion Science Park, hvor der blev oprettet egne internationale forbindelser, som blev brugt tll Internet-forbindelser for DKnets kunder -private så vel som offentlige, ligesom der blev stillet modem-adgang til Internettet til rådighed for private. Forretningsområdet fik hurtigt et større omfang end organisationens øvrige økonomi, hvorfor det blev udskilt til et selvstændigt selskab i 1993. Det nye selskab blev kaldt DKnet ApS og var den første danske internetudbyder.
I 1996 blev Forskningsnettet etableret, og "DENet" blev herefter brugt som navn for den kommercielle del af UNI-Cs netværk. Samtidig blev forkortelsens betydning ændret, således at DENet blev et akronym for "Dansk Erhvervs Net".

### Teledanmarks overtagelse af DKnet
Den 15. februar 1996 solgte DKUUG DKnet ApS, herunder administrationen af .dk-domænet til Tele Danmark (i dag TDC) for 20 millioner kr. Som følge af de potentielle problemer det kunne medføre at ét enkelt kommercielt selskab stod som både en udbyder af internettjenester (ISP) og som administrator af dk.-domænet, mødtes 28 andre virksomheder inden for tele- og internetbranchen branchen, bl.a. TeliaSonera, Global One, Deutsche Telekom, IBM, fem dage efter overdragelsen af DKNet for at opnå kontrol med DK Hostmaster.
Tele Danmark modsatte sig til at begynde med gruppens ønsker, hvorefter gruppen dannede Foreningen af Internetleverandører (FIL) og truede med at indbringe spørgsmålet for IANA, der varetager den internationale administration af internettet, idet gruppen så Tele Danmarks kontrol med DKNet som et faktisk monopol. Tele Denmark frafaldt herefter sine krav, og FIL blev herefter den organisation, der af IANA blev tildelt retten til .dk-domænet, hvorimod den praktiske administration forblev hos DKnet A/S.

### Liberalisering af restriktioner for .dk-domænet
Den 15. januar 1997 blev kravene til opnåelse af registrering af et dk-domæne liberaliseret af FIL. Indtil da skulle en person eller en virksomhed have en grund til at opnå registrering af et dk-domæne, men fra den 15. januar 1997 kunne enhver opnå registrering af et dk-domæne. Liberaliseringen betød, at mange nu ansøgte om et stort antal dk-domæner. Ved udgangen af 1996 var der registreret blot 6.500 dk-domæner, og allerede den 1. februar 1997 var dette tal fordoblet og ved udgangen af 1997 var der registreret 41.000 dk-domæner. De mange registreringer ledte til flere tvister og retssager ikke blot mod FILs medlemmer, der blev beskyldt for at udnytte insider-viden, men også mod privatpersoner, der blev beskyldt for cyber squatting.
I december 1997 meddelte Tele Danmark, at man fra begyndelsen af 1998 ville opkræve et årligt gebyr på 425 kr. for hvert dk-domæne registreret via DK Hostmaster. Tele Danmarks beslutning skabte opstandelse blandt FILs medlemmer, der ikke forinden var blevet orienteret om Tele Danmarks ensidige skridt. Der havde været drøftelser om indførelse af en form for brugerbetaling for at dække DK Hostmasters omkostninger, men der forelå ikke offentlige regnskaber for DK Hostmaster, hvis økonomi var integreret i Tele Danmark. DK Hostmaster skulle drives som en non-profit organisation og Tele Danmarks beslutning om at opkræve gebyr af den varslede størrelse, blev derfor af FIL set som et monopolmisbrug.
Det kom senere frem, at bestyrelsen i FIL rent faktisk forinden var blevet orienteret af Tele Denmark og at bestyrelsen ikke havde haft indvendinger imod Tele Danmarks foreslåede prispolitik. Bestyrelsen havde dog ikke orienteret foreningens medlemmer. Bestyrelsen blev efterfølgende afsat.
Som en konsekvens af uroen meddelte Tele Danmark i marts 1998, at de kommercielle dele af DKnet A/S ville blive overført til Tele Denmark Internet og at DKnet A/S' eneste tilbageværende aktiv, DK Hostmaster, herefter ville blive sat til salg som "DK Hostmaster A/S". Tele Danmark opfordrede til, at der blev budt på selskabet fra en bredere kreds eller sammenslutning udover virksomheder inden for telecom eller internet (såsom FIL), da Internettet havde fået større udbredelse og betydning. Dette skabte yderligere opstandelse hos FIL, der afviste, at Tele Denmark kunne sælge noget, som de ikke var ejer af.

### DIFO overtager
I oktober 1998 sendte FIL en opsigelse af aftalen fra 1996 og FIL meddelte, at FIL ønskede at overtage driften af DK Hostmaster. Tele Danmark afviste, at FIL kunne gøre dette. På opfordring fra Forskningsministeriet indkaldte FIL i november 1998 virksomheder og brugere inden for branchen til et møde under overskriften "ID MoU" ("Internet Danmark Memorandum of Understanding") med henblik på at opnå en langvarig og stabil aftale om administrationen af .dk-domænet.
Resultatet af mødet var, at en række virksomheder og organisationer etablerede den selvejende institution Dansk INTERNET Forum (DIFO) den 1. juli 1999, der ved hjælp af eksterne finansieringspartnere købte DK Hostmaster A/S i december 1999.

## 2. niveau-domæner
Normalt lader personer og virksomheder deres ønskede domænenavn registrere som 2. niveau-domæner, eksempelvis virksomhed.dk eller navn.dk.

## 3. niveau-domæner
3. niveau-domæner (subdomæennavne) tildeles af indehaveren af et 2. niveau-domæne. DK Hostmaster og DIFO opfordrer til, at der ikke foretages registrering af domæner som eksempelvis co.dk med henblik på videresalg af 3. level-domænet virksomhed.co.dk.
DK Hostmaster er selv indehaver af domæmet com.dk, der er registreret og reserveret "i almenhedens interesse", således at andre ikke kan benytte domænet.

## Ældste .dk-domæner
De ældste domæner registreret i DK Hostmasters database er domænerne dkuug.dk, diku.dk, bk.dk, ibt.dk, ifad.dk, lego.dk, mainz.dk og nordita.dk, der alle blev registreret i 1987, da .dk blev registreret. Ved registreringen af .dk var en overgang en parallel brug af både .uucp og .dk navne. Af disse kan diku.dk og ibt.dk hævdes at være de ældste, da disse var de oprindelige navne, da det danske UUCP netværk blev etableret den 2. januar 1983.

## Eksterne links
- IANA .dk whois information Arkiveret 19. oktober 2007 hos  Wayback Machine
- DK Hostmaster A/S Arkiveret 28. marts 2014 hos  Wayback Machine
- DENets historie Arkiveret 15. marts 2016 hos  Wayback Machine